# 브레이징

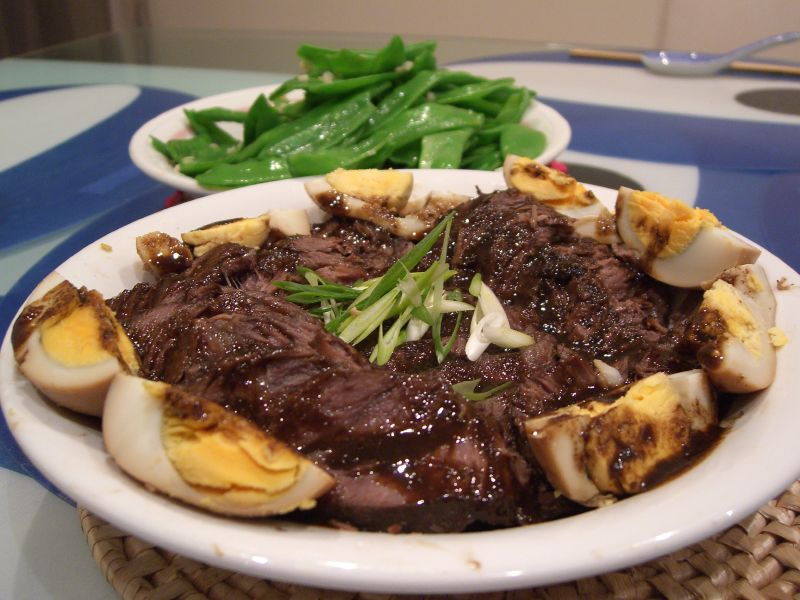

브레이징(brasing, 프랑스어 braiser에서 유래)은 습열과 건열을 모두 사용하는 혼합 조리 방법이다. 일반적으로 높은 온도에서 갈색으로 변하게 한 다음 조리용 액체(예: 와인, 국물, 코코넛 밀크 또는 맥주). 조림과 비슷하지만 조림은 적은 양의 액체로 이루어지며 일반적으로 더 큰 고기 조각에 사용된다. 고기를 끓이는 것은 종종 냄비 로스팅이라고 하지만 일부 저자는 추가 액체 추가 여부에 따라 두 가지 방법을 구분한다. 오소부코와 꼬꼬뱅(coq au vin)은 잘 알려진 찐 고기 요리이며 이 기술은 생선, 템페, 두부 또는 과일과 채소를 준비하는 데에도 사용할 수 있다.

## 같이 보기
- 훠궈
- 조림
- 루웨이
- 냄비 로스트
- 스튜